# 胡克 (加利福尼亞州)
亨胡克（英語：Hooker）是位於美國加利福尼亞州蒂黑馬縣的一個非建制地區。該地的面積和人口皆未知。

## 地理
亨胡克的座標為40°18′03″N 122°19′37″W / 40.30083°N 122.32694°W，而該地的平均海拔高度為494米（即1620英尺）。